# NGC 2953
NGC 2953 je pojedinačna zvijezda u zviježđu Lavu. 

## Vanjske poveznice
- SEDS: NGC 2953